# Birniol
Birniol ist ein Weiler im Arrondissement Niamey V der Stadt Niamey in Niger.

## Geographie
Der Weiler befindet sich im Nordwesten des ländlichen Gebiets von Niamey V an der Nationalstraße 4. Er liegt in einem schmalen Streifen relativ flachen Lands zwischen dem Fluss Niger und einer felsigen Hügelkette mit offen liegendem Laterit, die hinter Birniol eine Seehöhe von 258 m erreicht. Westlich von Birniol erstreckt sich die Landgemeinde Bitinkodji, südöstlich liegt das zu Niamey gehörende Dorf Kossey.

## Geschichte
Birniol bestand bereits in den 1970er Jahren, als sich die Stadt Niamey auf das rechte Ufer des Nigers auszudehnen begann.

## Bevölkerung
Bei der Volkszählung 2012 hatte Birniol 248 Einwohner, die in 30 Haushalten lebten. Bei der Volkszählung 2001 betrug die Einwohnerzahl 361 in 54 Haushalten